# Distrito de Solapur
Solapur (en maratí; सोलापूर जिल्हा ) es un distrito de India, parte de la división de Pune en el estado de Maharastra . 
Comprende una superficie de 14 845 km².
El centro administrativo es la ciudad de Solapur.

## Demografía
Según censo 2011 contaba con una población total de 4 315 527 habitantes.